# Kurt Warner
Kurtis Eugene Warner, detto Kurt (Burlington, 22 giugno 1971), è un ex giocatore di football americano statunitense che ha militato nel ruolo di quarterback per tre squadre della National Football League (NFL): i St. Louis Rams, i New York Giants e gli Arizona Cardinals. Nel 2017 è stato introdotto nella Pro Football Hall of Fame.
Inizialmente, Warner firmò coi Green Bay Packers come free agent non scelto nel Draft NFL 1994, dopo aver giocato a football al college a Northern Iowa. Sarebbe diventato uno dei migliori giocatori non scelti nel draft di tutti i tempi, se non il migliore, dopo una carriera di 12 anni in cui visse una delle storie più memorabili della storia dell'NFL.
Warner divenne una delle stelle della lega mentre giocava nei St. Louis Rams nel periodo 1998–2003, dove vinse due titoli di MVP della NFL nel 1999 e nel 2001 e fu nominato MVP del Super Bowl nel Super Bowl XXXIV, vinto contro i Tennessee Titans. Nel 2008 guidò inoltre gli Arizona Cardinals al Super Bowl XLIII (il primo della storia della franchigia). Nel Super Bowl detiene inoltre tre delle prime quattro migliori prestazioni di sempre in termini di yard passate. Ha annunciato il ritiro il 29 gennaio 2010.
Warner attualmente detiene il settimo più alto passer rating di sempre (93,7) e la terza più alta percentuale di completamento dei passaggi di sempre con 65,5%.
In 13 gare di playoff, Warner è al primo posto di ogni epoca come percentuale di completi (66,5%), media di yard per tentativo (8,55) e secondo nel passer rating (102,8).

## Carriera universitaria
Al college Warner giocò con i Northern Iowa Panthers, squadra rappresentativa della University of Northern Iowa.

## Carriera professionistica

### Green Bay Packers
Warner non fu selezionato nel Draft NFL 1994. Successivamente fu ingaggiato dai Green Bay Packers, che però lo svincolarono dopo breve tempo. Passó quindi a giocare con gli Iowa Barnstormers dell'Arena Football League.

### St. Louis Rams
Nel 1998 Warner firmò nuovamente con una franchigia della NFL, i St. Louis Rams, per essere inviato agli Amsterdam Admirals della NFL Europe, dove guidò la lega in touchdown e yard passate. Casualmente, la sua riserva all'epoca sarebbe stato il futuro quarterback dei Carolina Panthers Jake Delhomme, un altro quarterback passato alla notorietà dopo un inizio di carriera difficile. Ritornato negli Stati Uniti per la stagione regolare della NFL, Warner trascorse la stagione 1998 come terzo quarterback di St. Louis dietro a Tony Banks e Steve Bono. Il suo debutto avvenne nell'ultima gara di campionato contro i San Francisco 49ers, contro cui completò solo 4 passaggi su 11 per 39 yard ed un 47,2 di passer rating.

#### Stagione 1999
Dopo aver svincolato Banks e Bono alla fine della stagione 1998, i Rams ingaggiarono il free agent Trent Green come loro quarterback titolare mentre Warner fu promosso a prima riserva. Quando Green si ruppe il menisco in una gara di pre-stagione, Warner prese il posto di titolare dei Rams. L'allenatore Dick Vermeil affermò, con un commento che divenne famoso, "Ci stringeremo attorno a Kurt Warner e giocheremo del buon football" prima ancora di aver visto Warner all'opera come titolare nell'attacco dei Rams. Col supporto del running back Marshall Faulk e dei wide receiver Isaac Bruce, Torry Holt, Az-Zahir Hakim e Ricky Proehl, Warner giocò una delle migliori stagioni della storia per un quarterback nella storia della NFL, lanciando per 4.353 yard, con 41 touchdown e una percentuale di completamento del 65,1%. L'attacco dei Rams, guidato dal coordinatore offensivo Mike Martz, fu soprannominato "The Greatest Show on Turf" ("Il più grande spettacolo su erba sintetica") e fece registrare la prima di tre consecutive stagioni da 500 punti segnati, un record NFL.

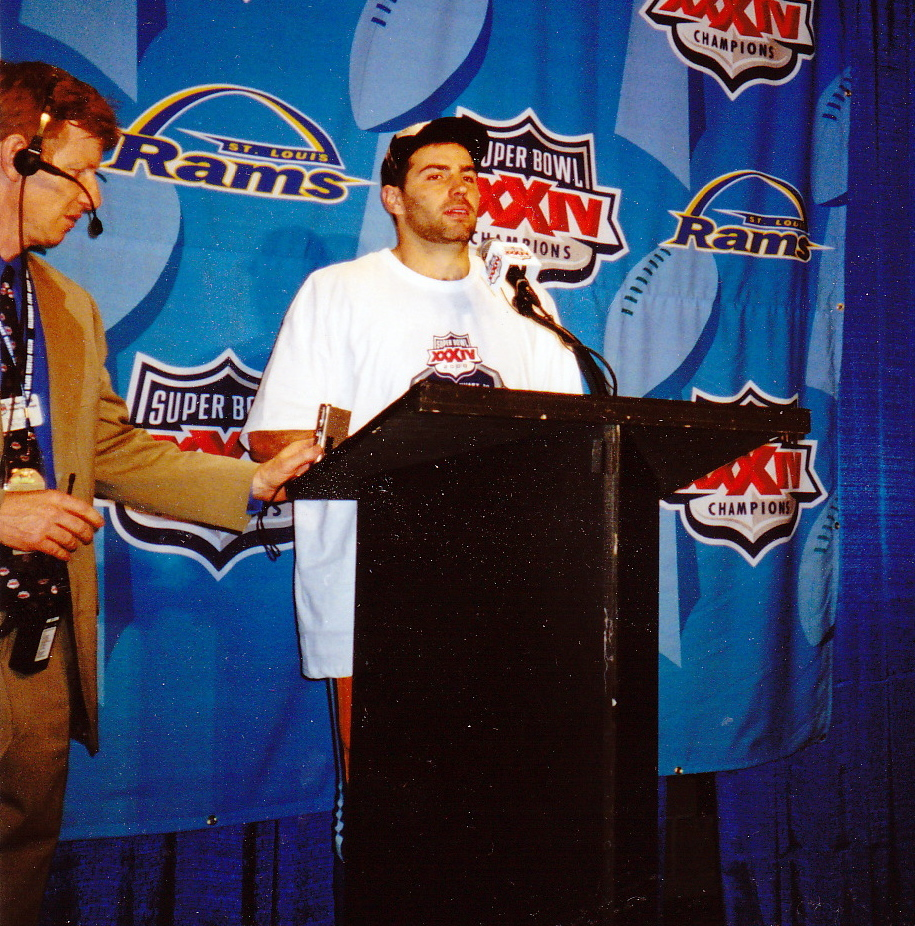
Warner nella conferenza stampa dopo la vittoria del Super Bowl XXXIV.

 Warner lanciò tre passaggi da touchdown in ognuna delle sue prime tre gare nella NFL da titolare, unico quarterback nella storia della lega a compiere una tale impresa. Attirò ancora più attenzione su di sé nella quarta gara stagionale dei Rams, in casa contro i San Francisco 49ers (che avevano vinto la NFC West in 12 delle ultime 13 stagioni). I Rams arrivavano da 17 sconfitte consecutive coi 49ers ma Warner lanciò un passaggio da touchdown in ognuno dei primi tre possessi dei Rams nella gara ed un altro TD ancora nel primo tempo, lanciando i Rams sul 28–10 a metà gara e ad una vittoria per 42–20 finale. Il quarterback terminò la gara con 5 passaggi da touchdown, portandolo a 14 in 4 partite e i Rams ad un record di 4–0. La clamorosa stagione di Warner dopo una carriera nell'anonimato fu così sorprendente che Sports Illustrated gli dedicò la copertina del 18 ottobre con il titolo "Who Is This Guy?" ("Chi è questo tizio?"). Alla fine della stagione regolare fu nominato miglior giocatore dell'anno nella NFL.
Nei playoff del 1999, Warner guidò i Rams fino al Super Bowl XXXIV vinto contro i Tennessee Titans. Nella gara passò per 2 touchdown e un record del Super Bowl di 414 yard passate (primato superato 17 anni dopo da Tom Brady), compreso un passaggio decisivo da 73 yard trasformato in touchdown da Isaac Bruce quando il punteggio era alla pari con due soli minuti rimanenti. Warner stabilì inoltre un record del Super Bowl con 45 passaggi tentati e nessun intercetto subito. Per questa sua prestazione fu premiato come miglior giocatore (MVP) della gara, diventando il settimo giocatore della storia a vincere il titolo di MVP della stagione regolare e del Super Bowl nella stessa stagione. Sarebbe rimasto l'ultimo fino al 2022.

#### Stagione 2000
Warner iniziò la stagione 2000 come aveva terminato la precedente, passando 300 o più yard in ognuna delle prime 6 partite (eguagliando il record di Steve Young) e passando 19 touchdown nella stessa serie. Successivamente si ruppe la mano e saltò la parte centrale della stagione ma Trent Green riuscì a non farlo rimpiangere troppo. Il duo Warner/Green guidò i Rams al più alto numero di yard totali passate nella storia della NFL con 5.232 yard nette. Il totale di yard passate da Warner e Green fu di 5.492, che, se detenute da un solo giocatore, supererebbero il record stagione detenuto da Peyton Manning (5.477 yard). Al contrario della stagione precedente però, la percentuale di palle perse da Warner aumentò drasticamente, dal momento che lanciò un intercetto nel 5,2% dei suoi tentativi (contro il solo 2,6% del 1999). I Rams furono eliminati dai playoff nel turno delle wild card dai New Orleans Saints, malgrado una delle annate più prolifiche della storia della NFL dal punto di vista offensivo. In risposta alla stagione deludente, nove degli undici titolari difensivi dei Rams furono svincolati alla fine della stagione e Trent Green fu scambiato con i Kansas City Chiefs.

#### Stagione 2001
Warner ritornò velocemente in forma da MVP nel 2001. Anche se le sue prestazioni non furono al livello del 1999, guidò la lega con 36 passaggi da touchdown e 4.830 yard passate. La tendenza di Warner a perdere il pallone si trascinò dalla stagione precedente, concludendo con 22 intercetti (malgrado la miglior percentuale di completamento dei passaggi in carriera col 68,7%). I Rams iniziarono per la terza stagione consecutiva con un record di 6-0 (divenendo la prima squadra della storia a raggiungere tale traguardo e venendo eguagliati nel periodo 2005–2007 dagli Indianapolis Colts) e terminarono con un record di 14–2, il migliore della NFL, giungendo fino al Super Bowl XXXVI. Warner fu nominato MVP della NFL per la seconda volta in tre stagioni, il terzo vincitore dei Rams di fila (il running back Marshall Faulk vinse nel 2000).
Nel Super Bowl XXXVI Warner lanciò per 365 yard e un passaggio da touchdown oltre a un altro touchdown su corsa, ma il suo ritmo fu spesso ostacolato dal piano difensivo dell'allenatore dei New England Patriots Bill Belichick, il quale lo costrinse a due intercetti che portarono gli sfavoriti Patriots avanti nel punteggio di due touchdown. Dopo essere stati sotto 17-3 per i Patriots, i Rams rimontarono nel quarto periodo grazie ad una corsa da una yard di Warner (una quarterback sneak) e a un passaggio da touchodown da 26 yard da Warner a Ricky Proehl. La gara si concluse con una sconfitta per Warner e i Rams quando il kicker dei Patriots Adam Vinatieri calciò il field goal mentre il tempo andava esaurendosi, consegnando ai Patriots il primo di tre Super Bowl in quattro anni.

#### Stagioni 2002-2003

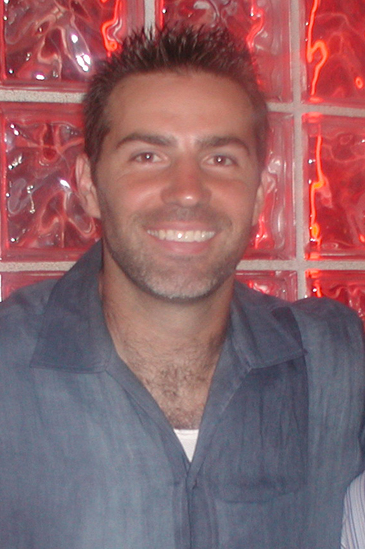
Warner nel 2004.

Warner iniziò la stagione 2002 come titolare dei Rams ma le sue prestazioni furono negative, lanciando sette intercetti contro un solo touchdown e la squadra iniziò con un record di 0–3. Nella quarta gara dei Rams, contro i Dallas Cowboys, Warner si ruppe un dito della mano utilizzata per lanciare. Warner tentò di tornare più avanti nella stagione ma l'infortunio gli permise di giocare solamente due gare, entrambe perse. In contrasto col suo passer rating di 103,4 in carriera all'inizio della stagione, Warner concluse con un pessimo 67,4 di rating in 2002. La stagione successiva Warner fu sostituito come quarterback titolare dei Rams dopo aver commesso sei fumble nella gara di debutto contro i New York Giants. Warner in seguito rivelò di essersi precedentemente rotto la mano e di non essersi completamente ristabilito, rendendogli difficoltoso afferrare saldamente il pallone. Il suo successore come titolare dei Rams, Marc Bulger (un altro quarterback relativamente sconosciuto all'uscita dal college), giocò relativamente bene e rimase titolare.

### New York Giants
I Rams svincolarono Warner il 1º giugno 2004 e, due giorni dopo, egli firmò un contratto biennale coi New York Giants. Warner iniziò la stagione 2004 come quarterback titolare dei Giants, vincendo 5 delle prime 7 gare ma, dopo due sconfitte consecutive, il posto di titolare fu assegnato al popolare rookie quarterback Eli Manning. I Giants, con un record di 5–4 al momento in cui Warner fu messo in panchina, terminarono con un record di 6–10 (1–6 sotto la guida di Manning). Alla fine della stagione Warner decise di rinunciare al secondo anno di contratto e di diventare un free agent.

### Arizona Cardinals

#### Stagione 2005
All'inizio della stagione 2005 Warner firmò un contratto annuale per un compenso di 4 milioni di dollari con gli Arizona Cardinals venendo presto nominato titolare dall'allenatore Dennis Green. Warner giocò tre partite relativamente mediocri prima di infortunarsi all'inguine ed essere sostituito come titolare da Josh McCown. McCown giocò sufficientemente bene nelle due partite saltate da Warner, cosicché Green nominò McCown titolare per il resto della stagione. Tuttavia, dopo che McCown faticò in due gare consecutive, Green tornò a usare Warner nella formazione titolare. Dopo aver giocato bene in due sconfitte consecutive (passando un totale di quasi 700 yard), Warner sconfisse la sua ex squadra, i Rams, con un punteggio di 38–28. Egli passò per 285 yard e 3 touchdown con un rating di 115,9. La stagione di Warner terminò nella settimana 15 a causa di una parziale rottura del legamento mediale collaterale.
Il 14 febbraio 2006 Warner firmò un nuovo contratto di 3 anni per 18 milioni di dollari che con eventuali incentivi avrebbe raggiunto i 22 milioni.

#### Stagione 2006
Nella prima settimana della stagione 2006 Warner vinse il premio di miglior giocatore offensivo della settimana della NFC, lanciando per 301 yard e 3 touchdown nella vittoria su San Francisco. Due settimane dopo Warner superò il muro delle 20.000 yard lanciate in carriera alla sua 76º partita, il secondo giocatore più rapido della storia della NFL a raggiungere tale traguardo (Warner impiegò una partita in più di Dan Marino).
Dopo tre gare sotto la media nelle settimane dalla 2 alla 4, Warner fu sostituito come titolare dal rookie Matt Leinart nell'ultimo quarto della partita della quarta settimana. L'allora allenatore Dennis Green affermò che Warner sarebbe stato il quarterback di riserva per il resto della stagione. Nella settimana 16 Leinart si infortunò alla spalla contro i 49ers, forzando Warner a tornare in campo per la prima volta dalla settimana 4. Warner giocò bene permettendo ai Cardinals di vincere. Nella settimana 17 contro i San Diego Chargers, Warner partì nuovamente come titolare al posto dell’infortunato Leinart, lanciando per 365 yard (guidando la NFL quella settimana) e un touchdown. Malgrado ciò i Chargers vinsero 27–20.

#### Stagione 2007
Il posto di quarterback titolare fu assegnato a Leinart prima della stagione 2007, però nella terza gara della stagione, contro i Baltimore Ravens, Warner lasciò la panchina per sostituire l'inefficace Leinart durante il quarto periodo, coi Ravens in vantaggio 23–6. Warner guidò una furiosa rimonta, completando 15 passaggi su 20 per 258 yard e 2 TD. Grazie a ciò, Arizona riuscì a pareggiare la gara (23–23), anche se alla fine fu sconfitta per 26-23 coi Ravens che segnarono un field goal all'ultimo secondo. Anche nella settimana 4 Warner sostituì un Leinart in difficoltà contro gli Steelers, finendo la gara con 14 passaggi su 21 tentativi per 132 yards, un touchdown e nessun intercetto. Warner venne quindi nominato titolare per il resto della stagione quando Leinart fu messo sulla lista degli infortunati. Il 25 novembre Warner stabilì il suo record di carriera per yard lanciate (484) nella sconfitta contro i San Francisco 49ers per 37 a 31. Finì la stagione 2007 con 27 passaggi da touchdown e la riconferma con i Cardinals.

#### Stagione 2008

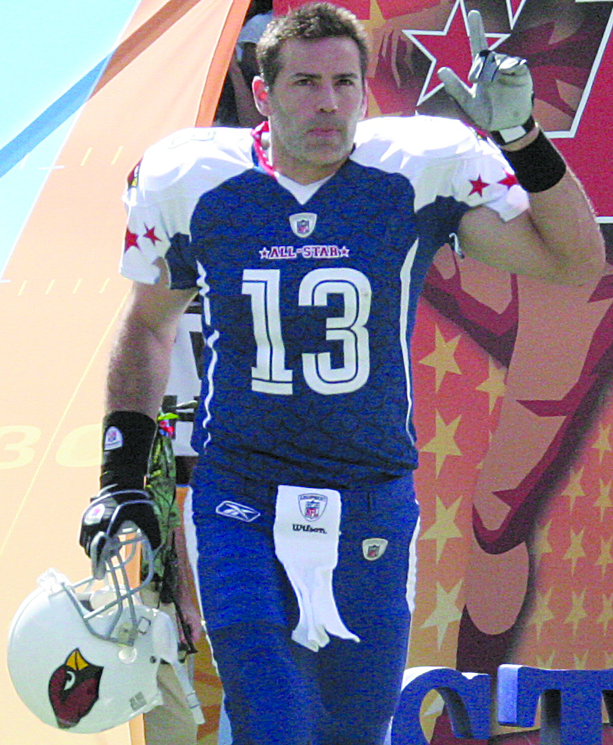
Warner al Pro Bowl 2009

Nel 2008 Warner vinse la concorrenza di Leinart per il posto da quarterback titolare dei Cardinals. La sua fu un'ottima stagione con 4.583 yard passate, 30 touchdown e una percentuale di completi del 67,1%. Il 7 dicembre 2008 guidò la squadra ad una vittoria per 34-10 sulla sua ex squadra, i St. Louis Rams, assicurando ai Cardinals il titolo della NFC West (il primo dal 1975) e l'accesso ai playoff per la prima volta dal 1998. Come risultato di quella qualificazione, i Cardinals avrebbero giocato appena la seconda partita casalinga nei playoff in tutta la loro storia.
Nei playoff, il 3 gennaio 2009, Warner guidò i Cardinals alla vittoria del primo turno per 30-24 sugli Atlanta Falcons con 19 passaggi completati su 32, 271 yard, 3 touchdown passati ed un intercetto. Quella rappresentò la prima vittoria dei Cardinals nei playoff dal lontano 1947. Il 10 gennaio, Warner e i Cardinals sconfissero i Carolina Panthers in trasferta per 33 a 13 con il 65,6% di completi (21/32), 220 yard, due passaggi da touchdown e un intercetto. Il 18 gennaio i Cardinals sconfissero anche i Philadelphia Eagles con 4 passaggi da touchdown di Warner, nessun intercetto e 279 yard lanciate. Arizona conquistò così la partecipazione al suo primo Super Bowl, mentre Warner divenne il secondo quarterback (dopo Craig Morton, nel 1970 con Dallas Cowboys e 1977 con Denver Broncos) a giocare un Super Bowl con due squadre diverse.
Il 1º febbraio 2008 i Cardinals furono sconfitti nel Super Bowl XLIII dai Pittsburgh Steelers per 27 a 23 solo negli ultimi minuti di gara e nonostante una grande prestazione di Warner, che lanciò per 377 yard e un 72,1% di passaggi completi, per un rating di 112,3. Con quella prestazione Warner divenne, insieme a Roger Staubach, Joe Montana, John Elway, Ben Roethlisberger, Peyton Manning e Tom Brady, uno dei pochi quarterback a lanciare almeno un touchdown in tre diversi Super Bowl.

#### Stagione 2009
Warner espresse il desiderio di fare ritorno ai Cardinals nella stagione 2009. Non riuscì a trovare un accordo con Arizona prima di diventare free agent, entrando poi in trattativa coi San Francisco 49ers, ma il 4 marzo firmò nuovamente coi Cardinals un contratto biennale del valore di 23 milioni di dollari, inclusi 15 milioni di bonus alla firma. Il 17 marzo 2009 Warner fu operato chirurgicamente a una spalla. Il 20 settembre batté il record NFL per percentuale di completamento in una partita, quando mandò a segno 24 passaggi su 26 tentativi per 243 yard e 2 touchdown. La sua percentuale di 92,3 superò il primato di Vinny Testaverde del 1993.
Il 1º novembre 2009 Warner eguagliò il proprio primato negativo subendo 5 intercetti nella sconfitta per 21-34 contro i Carolina Panthers. In quella stessa gara divenne il primo quarterback a passare più di 14.000 yard con due diverse squadre. Una settimana dopo si rifece eguagliando un suo primato positivo, di 5 touchdown in una partita, nella vittoria per 41–21 sui Chicago Bears. Per questa prestazione fu premiato come quarterback della settimana e come giocatore offensivo della NFC della settimana.
Il 15 novembre Warner passò il 200º touchdown in carriera nella vittoria sui Seattle Seahawks. La settimana successiva fu costretto a uscire per una commozione cerebrale nella vittoria sui Titans, non partendo come titolare nel turno seguente, interrompendo a 41 le sue partenze come titolare consecutive.
Il 6 dicembre Warner fece ritorno in campo quando i Cards batterono i Minnesota Vikings 30–17. Kurt fece registrare la quarta gara consecutiva con un passer rating di almeno 120, divenendo il secondo quarterback della storia a compiere questa impresa. Grazie anche ai 3 touchdown passati, fu nuovamente premiato come quarterback della settimana e come giocatore offensivo della NFC della settimana.
Il 27 dicembre 2009 Warner divenne il secondo quarterback della storia a passare 100 touchdown con due differenti squadre (l'altro è l'Hall of Famer Fran Tarkenton), nella vittoria sui St. Louis Rams.
Il 10 gennaio 2010 Warner lanciò 5 touchdown e completò 29 passaggi su 33 per 379 yard nella vittoria per 51–45 sui Green Bay Packers. Fu la gara col punteggio complessivo più alto della storia dei playoff. La sua gara terminò col secondo passer rating più alto della storia nei playoff, 154,1. Fu inoltre il secondo quarterback a lanciare per due volte 5 touchdown in una gara di playoff e il primo dalla fusione tra NFL e AFL del 1970. Fu il più anziano giocatore a lanciare 5 touchdown nella storia dei playoff (38 anni e 202 giorni) ed eguagliò il record NFL di tre gare consecutive con almeno tre touchdown nei playoff. Quella sarebbe stata la sua ultima partita di playoff in casa, e concluse la carriera con un record perfetto di 7 vittorie e nessuna sconfitta tra le mura amiche (4-0 con Saint Louis; 3-0 con Arizona).
Il 16 gennaio Warner si infortunò nel primo tempo tentando di mettere a segno un placcaggio sul portatore di palla dopo avere subito un intercetto. Questo spianò la strada ai New Orleans Saints che vinsero per 45–14 a New Orleans nel secondo turno di playoff. Nel 2012 la NFL venne a conoscenza del fatto che i Saints avevano messo una taglia su Warner in quella partita.

### Ritiro

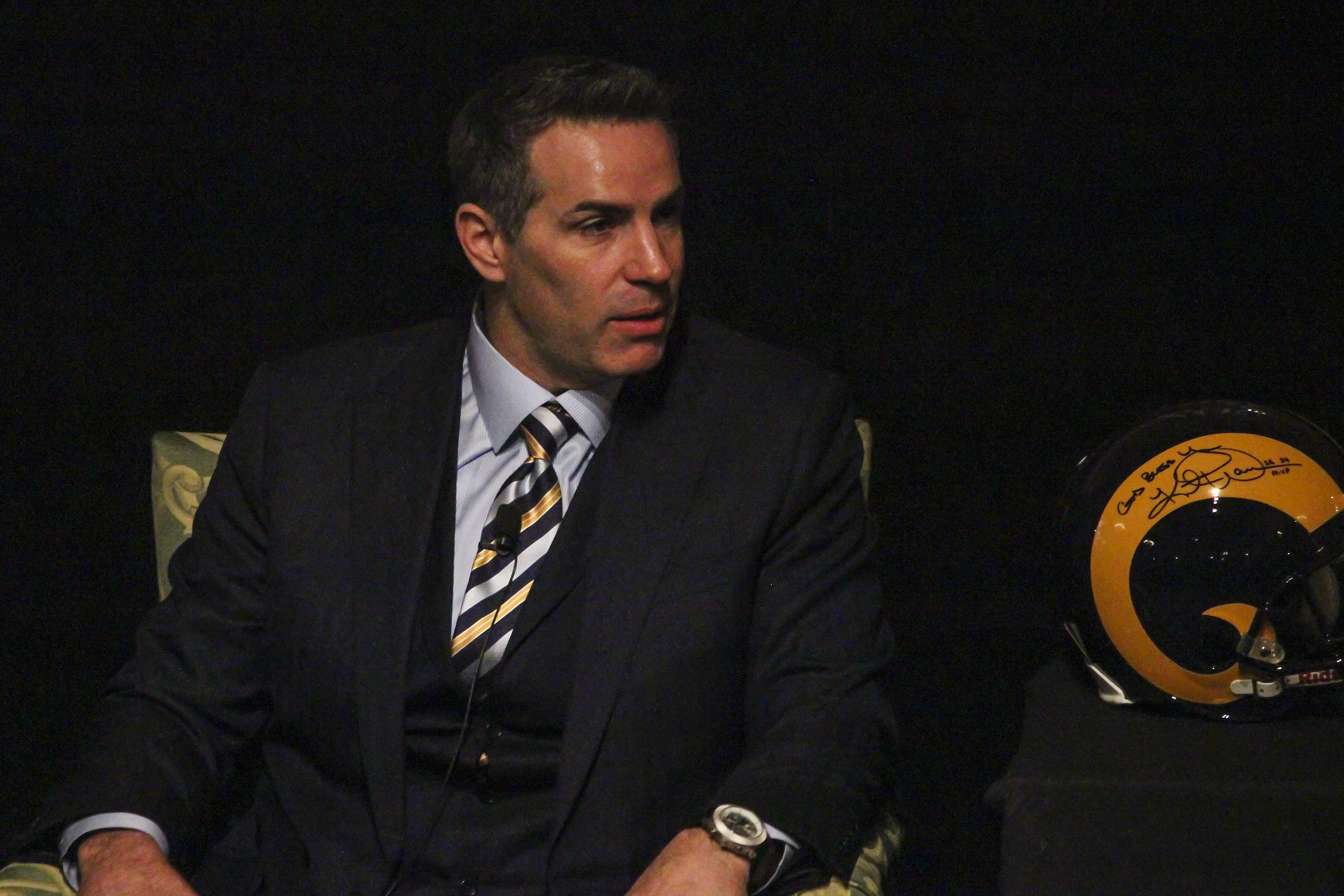
Warner nel 2014 durante la sua induzione nella St. Louis Sports Hall of Fame.

Il 29 gennaio 2010 Warner annunciò ufficialmente il suo ritiro dalla NFL.
L'8 settembre 2014 Kurt fu introdotto nel Ring of Honor degli Arizona Cardinals.

## Palmarès

### Franchigia
- Super Bowl : 1

St. Louis Rams: Super Bowl XXXIV
- National Football Conference Championship: 3

St. Louis Rams: 1999, 2001
Arizona Cardinals: 2008

### Individuale
- MVP del Super Bowl: 1

1999
- MVP della NFL: 2

1999, 2001
- Convocazioni al Pro Bowl: 4

1999, 2000, 2001 e 2008
- First-Team All-Pro: 2

1999, 2001
- Bert Bell Award: 1

1999
- Leader della NFL in passaggi da touchdown: 2

1999, 2001
- Walter Payton NFL Man of the Year Award: 1

2008
- Bart Starr Award: 1

2009
- Miglior giocatore offensivo dell'anno della NFC: 2

1999, 2001
- Quarterback della settimana: 4

9ª e 11ª settimana della stagione 2008, 9ª e 13ª settimana della stagione 2009
- Classificato al #90 tra i migliori cento giocatori di tutti i tempi da NFL.com
- Arizona Cardinals Ring of Honor
- Pro Football Hall of Fame (Classe del 2017)

## Statistiche
| Anno                        | Squadra                     | G-S     | Passaggi Ten.-Comp. | Yard   | %    | TD  | Int | Max | Sack-Persi | Pass Rating | Record da tit. |
| --------------------------- | --------------------------- | ------- | ------------------- | ------ | ---- | --- | --- | --- | ---------- | ----------- | -------------- |
| 1990                        | Northern Iowa Panthers      |         | 13–8                | 141    | .615 | 2   |     |     |            |             |                |
| 1991                        | Northern Iowa Panthers      |         | 25–15               | 25     | .600 | 0   |     |     |            |             |                |
| 1992                        | Northern Iowa Panthers      |         | 18–5                | 69     | .278 | 0   |     |     |            |             |                |
| 1993                        | Northern Iowa Panthers      | 12-12   | 296–173             | 2 747  | .584 | 17  |     |     |            |             | 8-4            |
| 1995                        | Iowa Barnstormers           | 14–14   | 400–237             | 2 980  | .593 | 43  | 14  |     | 0–0        | 94.70       | 7–5            |
| 1996                        | Iowa Barnstormers           | 14–14   | 422–259             | 3 336  | .614 | 61  | 15  |     | 0–0        | 107.49      | 12–2           |
| 1997                        | Iowa Barnstormers           | 14–14   | 498–322             | 4 149  | .647 | 79  | 14  |     | 0–0        | 118.55      | 11–3           |
| 1998                        | Amsterdam Admirals          | 10–10   | 326–165             | 2 101  | .506 | 15  | 6   |     | 0–0        | 78.8        | 7–3            |
| 1998                        | St. Louis Rams              | 1–0     | 11–4                | 39     | .364 | 0   | 0   | 21  | 0–0        | 47.7        | 0–0            |
| 1999                        | St. Louis Rams              | 16–16   | 499–325             | 4 353  | .651 | 41  | 13  | 75  | 29–201     | 109.2       | 13–3           |
| 2000                        | St. Louis Rams              | 11–11   | 347–235             | 3 429  | .677 | 21  | 18  | 85  | 20–115     | 98.3        | 8–3            |
| 2001                        | St. Louis Rams              | 16–16   | 546–375             | 4 830  | .687 | 36  | 22  | 65  | 38–233     | 101.4       | 14–2           |
| 2002                        | St. Louis Rams              | 7–6     | 220–144             | 1 431  | .655 | 3   | 11  | 43  | 21–130     | 67.4        | 0–6            |
| 2003                        | St. Louis Rams              | 2–1     | 65–38               | 365    | .585 | 1   | 1   | 37  | 6–38       | 72.9        | 0–1            |
| 2004                        | New York Giants             | 10–9    | 277–174             | 2 054  | .628 | 6   | 4   | 62  | 39–196     | 86.5        | 5–4            |
| 2005                        | Arizona Cardinals           | 10–10   | 375–242             | 2 713  | .645 | 11  | 9   | 63  | 23–158     | 85.8        | 2–8            |
| 2006                        | Arizona Cardinals           | 6–5     | 168–108             | 1 377  | .643 | 6   | 5   | 64  | 14–104     | 89.3        | 1–4            |
| 2007                        | Arizona Cardinals           | 14–11   | 441–281             | 3 417  | .623 | 27  | 17  | 62  | 20–140     | 89.8        | 5–6            |
| 2008                        | Arizona Cardinals           | 16–16   | 598–401             | 4 583  | .671 | 30  | 14  | 79  | 26–182     | 96.9        | 9–7            |
| 2009                        | Arizona Cardinals           | 15–15   | 513–339             | 3 753  | .661 | 26  | 14  | 45  | 24–172     | 93.2        | 10–5           |
| Totale (NFL)                | Totale (NFL)                | 124–116 | 4 070–2 666         | 32 344 | .655 | 208 | 128 | 85  | 260–1 669  | 93.7        | 67–50          |
| Totale (NFL/AFL/NFL Europe) | Totale (NFL/AFL/NFL Europe) | 176–168 | 5 716–3 649         | 44 910 | .638 | 406 | 177 | 85  | 260–1 669  | 98.7        | 104–63         |
| Playoff                     | Playoff                     | 13–13   | 462–307             | 3 952  | .665 | 31  | 14  | 92  | 19–96      | 102.8       | 9–4            |